# Oublie-moi, Mandoline
Pour plus de détails, voir Fiche technique et Distribution.
Oublie-moi, Mandoline est un film français écrit par Jacques Faizant et réalisé par Michel Wyn, sorti en 1976.

## Synopsis
La jeune et charmante Mandoline, comptable de l'agence de publicité Publi-Pub, a subtilisé des documents prouvant que la société tenait une double comptabilité. Prise de remords alors qu'elle voulait passer ces preuves à un contrôleur du fisc, elle décide de replacer les documents dans le coffre de l'agence, mais ne sait pas trop comment s'y prendre.
Son ami Marie-Charlotte, un travesti, l'aide à trouver un jeune homme perceur de coffres de son état, qui va l'aider à ouvrir le coffre-fort - mais bien sûr, l'affaire n'est pas si simple.

## Fiche technique
- Titre : Oublie-moi, Mandoline
- Réalisation : Michel Wyn
- Scénario et adaptation : Michel Wyn et Michel Sales, d'après Jacques Faizant
- Photographie : Didier Tarot
- Montage : Maryse Siclier
- Musique : Georges Delerue
- Production : Alain Poiré
- Société de production : Production 2000
- Société de distribution : Gaumont
- Pays d'origine :  France
- Format : couleur - 35 mm - mono
- Genre : comédie
- Durée : 87 minutes
- Date de sortie : 3 mars 1976 en France
- Affiche : Clément Hurel (France)

## Distribution
- Bernard Ménez : Michel
- Marie-Hélène Breillat : Gwendoline dite Mandoline
- Jean-Pierre Darras : Gérard Gouttières, « G.G. »
- Henri Garcin : Étienne Verrière
- André Pousse : Eugène de Charonne
- Pierre Tornade : Jean-Paul Tardu
- Marion Game : Frédérique
- Ginette Garcin : Marie-Charlotte
- Monique Lejeune : Anne
- Suzy Delair : Mireille
- Florence Giorgetti : Jocelyne
- Gérard Jugnot : Julien
- Jacques Monod : le contrôleur du fisc
- Pierre Collet
- Jacques Verlier
- Pierre-Olivier Scotto : un employé de Publipub